# 987

## Události
- Hugo Kapet zvolen západofranským (resp. francouzským) králem

## Úmrtí
- 21. května – Ludvík V. Francouzský, západofranský král (* kolem 967)

## Hlavy států
- České knížectví – Boleslav II.
- Papež – Jan XV.
- Svatá říše římská – Ota III. (regentka Theofano)
- Anglické království – Ethelred II.
- Skotské království – Kenneth II.
- Polské knížectví – Měšek I.
- Západofranská říše/Francouzské království – Ludvík V. Francouzský – Hugo Kapet
- Uherské království – Gejza
- První bulharská říše – Roman I. Bulharský
- Byzanc – Basileios II. Bulharobijce